# Friedrich Schwarz (Kabarettist)
Friedrich Schwarz (Künstlername Friedel Schwarz; geboren 27. Juli 1886 in Hannover; gestorben 3. April 1943 im Konzentrationslager Neuengamme) war ein deutscher Kabarettist, Damenimitator und Stimmungssänger. Aufgrund seiner Homosexualität wurde er zur Zeit des Nationalsozialismus als „Gewohnheitsverbrecher“ verurteilt und kam nach verschiedenen Zuchthaus-Verwahrungen 1943 im KZ Neuengamme ums Leben.

## Leben

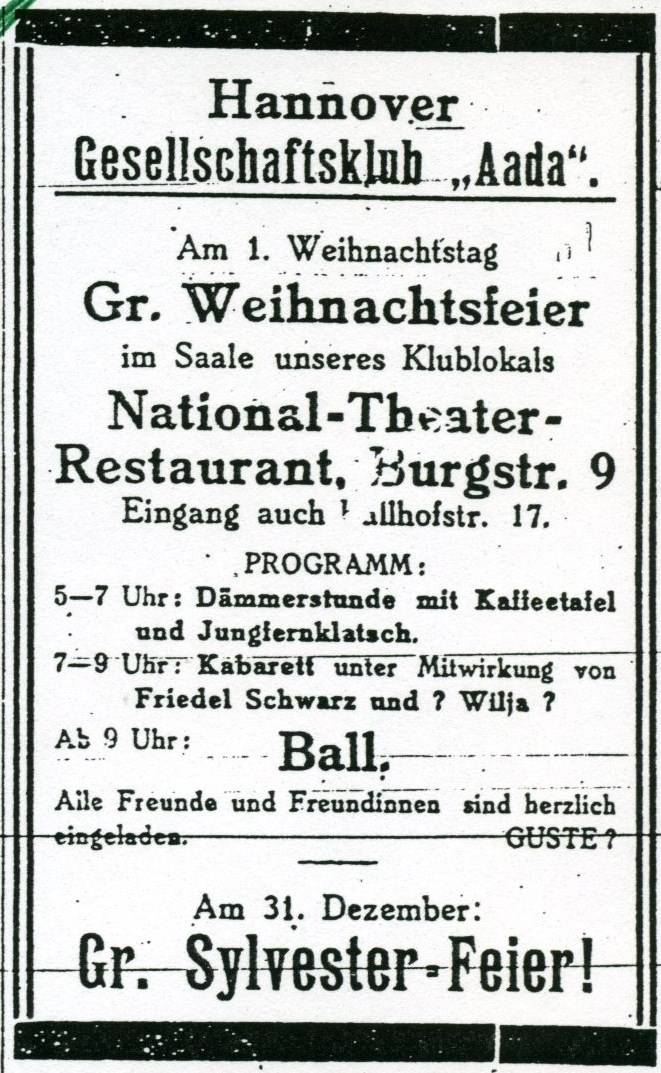
Anzeige des Gesellschaftsklubs Aada im Gebäude des Ballhof-Theaters mit Ankündigung des Kabaretts mit Friedel Schwarz zur Weihnachtsfeier 1919/1920

Friedrich Schwarz kam zur Zeit des Deutschen Kaiserreichs 1886 als Sohn eines Arbeiters in Hannover zur Welt. Nach dem Besuch einer Bürgerschule arbeitete er zunächst als Laufbursche und Packer. Nebenbei nahm er Gesangsunterricht, um anschließend seinem Berufswunsch als Kabarettist, Damenimitator und Stimmungssänger nachzugehen. Daneben arbeitete er auch als Kellner.
Etwa ab 1905 hatte der damals 19-Jährige auch erstmals sexuellen Kontakt zu Männern, wie er später zu Protokoll gab, da er sich „zu Frauen nicht hingezogen fühlte.“ 1909 wurde er zu drei Tagen Haft verurteilt, weil er „in Damenkleidern Männer anderen Prostituierten zugeführt“ hatte.
Während des Ersten Weltkrieges diente Schwarz von 1916 bis 1918 als Soldat.
In der Weimarer Republik trat er als Künstler in verschiedenen Städten Deutschlands auf. Seinen größten Bekanntheitsgrad erlangte Friedel Schwarz in seiner Heimatstadt Hannover. So trat er beispielsweise 1919 oder 1920 in dem hauptsächlich von Homosexuellen besuchten und von Hans Roggenkamp betriebenen Klublokal National Theater Restaurant auf, dem heutigen Theater im Ballhof. Dort hatte der Gesellschaftsklub „Aada“ seine Wirkungsstätte, benannt nach dem Tabu-brechenden ersten Spielfilm zum Thema Homosexualität, Anders als die Anderen. In einer mit einer Einladung an „alle Freunde und Freundinnen“ verbundenen Anzeige in der Zeitschrift Die Freundschaft bewarb Guste für den Aada eine 1919 oder 1920 zum Beispiel eine Weihnachtsfeier, zu deren Programm ein Kabarett unter Mitwirkung von Friedel Schwarz gehörte.
Von 1927 bis 1931 trat Friedel Schwarz gelegentlich auch in dem von vielen Homosexuellen besuchten Automatenrestaurant in der Georgspassage auf.
Seine Auftritte im Automatenrestaurant wurden Schwarz „nachträglich zum Verhängnis“, nachdem die Polizei in Detmold 1936 den Walter L. festgenommen hatte. Dieser hatte „verschiedene hochrangige Persönlichkeiten wegen ihrer sexuellen Neigungen erpresst“ und war aufgeflogen, weil ein Gutsbesitzer nach Zahlung von 1700 Reichsmark erneut zur Kasse gebeten wurde und daraufhin die Erpressung zur Anzeige gebracht hatte. In seinem Geständnis nannte der Erpresser insgesamt 36 Personen, darunter den „Tennisbaron“ Gottfried Freiherr von Cramm oder den Bariton Karl Friedrich Wilhelm Giebel, einige höhere Offiziere, Assessoren vom Amtsgericht Hannover sowie „viele Personen, zu denen er nur ungefähre Angaben machen konnte.“ Im Zuge der Ermittlungen wurde noch im selben Jahr auch Friedrich Schwarz verhaftet und von einem Sondergericht wegen Körperverletzung und „Aufstellen unwahrer Behauptungen“ zu 6 Monaten Haft verurteilt, die jedoch teilweise ausgesetzt wurde.
Im Juni 1939 wurde Schwarz, der bis dahin mit seiner damals über 80-jährigen Mutter zusammengewohnt hatte, erneut verhaftet und in eine mit eineinhalb Jahren ungewöhnlich lange Untersuchungshaft genommen. Schwarz’ Mutter bat schriftlich im November 1940 um Entlassung ihres Sohnes, dem jedoch erst im Januar 1941 vor der Ersten Strafkammer des Landgerichts Hannover der Prozess gemacht wurde. In dem in der Gefangenenpersonalakte erhaltenen, wenngleich schlecht lesbaren Urteil inklusive Begründung war Friedrich Schwarz der „wiederholten Kuppelei“ sowie der Unzucht und verschiedener sexueller Verfehlungen beschuldigt worden. Zu den Anschuldigungen zählten auch solche, die zum vermeintlichen Tatzeitpunkt nicht strafbar gewesen waren, sondern erst nach der Verschärfung des § 175 in der nationalsozialistischen Fassung vom 1. September 1935 strafbar geworden waren. In der Folge galt bei einer Höchststrafe von nunmehr 10 Jahren Zuchthaus ein Straftatbestand schon erfüllt, wenn „objektiv das allgemeine Schamgefühl verletzt oder subjektiv die wollüstige Absicht vorhanden war.“ Dies hatte zur Folge, dass weniger eine reale Tat als vielmehr allein der „Hang“ zur Homosexualität bestraft werden konnte.

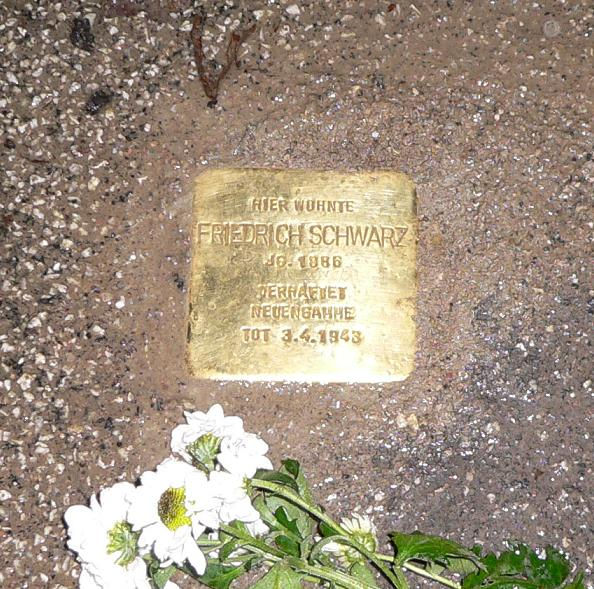
Stolperstein vor dem Gebäude Berggartenstraße 2 in Hannover-Herrenhausen, wo Schwarz bis zu seiner Verhaftung 1939 gemeinsam mit seiner Mutter wohnte

Obgleich Friedel Schwarz während seines Prozesses nur wenig nachgewiesen werden konnte, wurde ihm vorgeworfen, während der Silvesterfeier 1938 in „leicht angetrunkenem Zustande“ den Zeugen und verheirateten Aushilfskellner „G.“ an Schulter und Bein angefasst zu haben. Es sei allerdings zu keiner weiteren Handlung gekommen, da „G.“ den Schwarz abgewiesen habe. „G.“ hatte das zuvor in Polizeiberichten zu Protokoll gegeben, vor Gericht dann aber bestritten. Dennoch hielt das Landgericht Hannover die „Tat“ für erwiesen und urteilte im Sinne einer „vollendeten Unzuchtshandlung“, die „dem Scham und Sittlichkeitsgefühl eines jeden Menschen“ widerspreche. Als „Gewohnheitsverbrecher“ wurde Schwarz zu 4 Jahren Zuchthaus mit anschließender Sicherheitsverwahrung verurteilt, zudem wurden ihm für 5 Jahre die bürgerlichen Ehrenrechte aberkannt. Von der 15-monatigen Untersuchungshaft wurden Schwarz nur 6 angerechnet, da das Gericht Schwarz nur für teilweise geständig hielt.
Friedel Schwarz wurde im Mai 1941 in das Zuchthaus Hameln eingeliefert und von dort aus im November 1941 in das Zuchthaus Celle überführt. Lange vor Verbüßung seiner angeordneten Strafe wurde Schwarz am 2. März 1943 in das KZ Neuengamme transportiert. Die Rechtsgrundlage hierfür hatten der SS- und Polizeichef Heinrich Himmler und Reichsjustizminister Otto Thierack am 18. September 1942 vereinbart, wonach zu langen Haftstrafen und Sicherungsverwahrte „durch einen Einsatz dort, wo sie zugrunde gingen, vernichtet werden“ sollten.
Friedrich „Friedel“ Schwarz war schon vor seiner Verbringung nach Neuengamme im Zuchthaus Hameln von anfangs 77 kg auf 59 kg Körpergewicht im März 1943 abgemagert. Er starb am 3. April 1943, nur einen Monat nach seiner Verlegung ins KZ.